# 9682 Gravesande
9682 Gravesande (4073 P-L) là một tiểu hành tinh vành đai chính.